# Belajske Poljice
Belajske Poljice su naselje u Republici Hrvatskoj, u sastavu Općine Barilović koja se nalazi u Karlovačkoj županiji. Naselje graniči s Gradom Karlovcem, što ga zemljopisno čini prigradskim naseljem, i udaljeno je svega 3 kilometra od strogog središta. 

## Gospodarstvo
U naselju se nalazi zona "Poslovni Park Karlovac" koja je nastala na području nekadašnje velike tenkovske vojarne JNA, a prostire se na površini od 397.000 četvornih metara, podijeljenom na 60 parcela različite veličine. U svrhu izgradnje zone Grad Karlovac je dio svog zemljišta darovao Općini Bariloviću, odnosno naselju Belajskim Poljicama.

## Stanovništvo
Prema rezultatima popisa stanovništva iz 2011. godine, naselje je imalo 597 stanovnika.
| broj stanovnika | 205   | 219   | 197   | 266   | 275   | 290   | 317   | 384   | 386   | 426   | 478   | 501   | 553   | 605   | 580   | 597   | 566   |
|                 | 1857. | 1869. | 1880. | 1890. | 1900. | 1910. | 1921. | 1931. | 1948. | 1953. | 1961. | 1971. | 1981. | 1991. | 2001. | 2011. | 2021. |